# Girolamo De Mari
Girolamo De Mari (ur. w grudniu 1644 w Genui, zm. 3 maja 1702 tamże) – polityk genueński.
Przez okres od 3 stycznia 1699 do 3 stycznia 1701 roku Girolamo De Mari pełnił urząd doży Genui.